# Marsåsgölen
Marsåsgölen är en sjö i Gnosjö kommun i Småland och ingår i Lagans huvudavrinningsområde. Sjön har en area på 0,0453 kvadratkilometer och ligger 176,2 meter över havet.

## Delavrinningsområde
Marsåsgölen ingår i det delavrinningsområde (635688-138494) som SMHI kallar för Ovan Fläsebäcken. Medelhöjden är 182 meter över havet och ytan är 20,81 kvadratkilometer. Räknas de 20 delavrinningsområdena uppströms in blir den ackumulerade arean 302,95 kvadratkilometer. Bolmån (Ulvhultsån) som avvattnar avrinningsområdet har biflödesordning 2, vilket innebär att vattnet flödar genom totalt 2 vattendrag innan det når havet efter 186 kilometer. Delavrinningsområdet består mestadels av skog (58 procent) och jordbruk (13 procent). Avrinningsområdet har 0,1 kvadratkilometer vattenytor vilket ger det en sjöprocent på 0,5 procent. Bebyggelsen i området täcker en yta av 1,98 kvadratkilometer eller 9 procent av avrinningsområdet.